# Stazione di San Frediano a Settimo
La stazione di San Frediano a Settimo è una fermata ferroviaria posta sulla Ferrovia Leopolda, a servizio della frazione di San Frediano a Settimo; è una delle tre stazioni del comune di Cascina.

## Storia
La fermata di San Frediano a Settimo venne attivata il 3 novembre 1896.

## Strutture e impianti
La gestione degli impianti è affidata a Rete Ferroviaria Italiana.
La linea si compone di due binari: il binario 1 viene utilizzato dai treni in direzione Firenze, il 2 dai treni in direzione Pisa.
Il preesistente passaggio a livello è sostituito da un sottopasso ciclopedonale munito anche di rampe che permette altresì l'accesso al binario 2.

## Movimento
La stazione è servita dalle relazioni regionali Trenitalia svolte nell'ambito del contratto di servizio stipulato con la Regione Toscana denominate "Memorario".

## Servizi
RFI classifica l'impianto nella Bronze.

## Interscambi
In passato la località era servita dalla tranvia Pisa-Pontedera.
- Fermata autobus